# Dvokrilni vodencvijet
Dvokrilni vodencvijet (lat. Cloeon dipterum) je vrsta vodencvijeta iz porodice malih vodencvjetova.